# 504. padalski pehotni polk (ZDA)
504. padalski pehotni polk (izvirno angleško 504th Parachute Infantry Regiment; kratica 504. PIR) je bila padalska enota Kopenske vojske Združenih držav Amerike.

## Zgodovina
Polk je bil ustanovljen 1. maja 1942 v Fort Braggu. Avgusta 1943 je bil dodeljen 82. zračnoprevozni diviziji; med novembrom 1943 in aprilom 1944 so polk izločili iz divizije, ker je deloval v Italiji. Med vojno je polk opravil tri bojne skoke.